# Tren Ligero de Salt Lake City
TRAX es un tren ligero de tres líneas ubicado en el Valle del Lago Salado, sirviendo Salt Lake City y varias poblaciones aledañas en el Condado de Salt Lake. El nombre oficial es Transit Express, aunque el nombre se utiliza muy poco. El sistema es operado por Utah Transit Authority (UTA).
La línea 1 que recorre desde el centro de Salt Lake City en el norte hasta Sandy en el sur, abrió en 1999. La segunda línea recorre desde el centro de Salt Lake City hasta la Universidad de Utah inaugurada en 2001 y extendida en 2003. Extendieron las dos líneas hasta Salt Lake City Intermodal Hub en 2008. En agosto de 2011, dos extensiones una a South Jordan y otra a West Valley City se cumplieron. La extensión al Aeropuerto Internacional de Salt Lake City abrió el 14 de abril 2013 y la extensión al Draper abrirá en agosto de 2013.
Todo los trenes del TRAX y de FrontRunner, e igualmente con los nuevos autobuses, cumplen disposiciones de la Ley sobre Estadounidenses con Discapacidades y son por lo tanto, accesibles para aquellos usuarios con discapacidades. Señales en las estaciones, la plataforma de pasajeros, y en los trenes que claramente indican opción de accesibilidad. De acuerdo con el Acto de Aire Limpio de Utah y UTA, queda prohibido al público fumar dentro de cualquier vehículo de UTA, igualmente en las paradas de autobuses y estaciones de tren."

## Historia
El tren ligero en el Valle del Lago Salado fue primero discutido seriamente a fines de 1999, para ser una alternativa a la Interestatal 15. El 10 de octubre de 1988, el congreso aprobó $5 millones en fondos para la procura de tierra propuesta por el tren ligero. Cuando Salt Lake City ganó la licitación 2002 Juegos Olímpicos de Invierno en 1995, el UTA lo usa para acelerar la obtención de fondos a través de la Administración Federal de Transporte (AFT). La construcción empezó en 1997. Había manifestantes en la ceremonia insistiendo en que el tren ligero sería peligroso y un gasto de dinero. El opinión del público quedó separado y los empresas de Main Street en el centro de la ciudad sufrieron durante la construcción. 
Después la línea de norte-sur (con dieciséis estaciones) abrió a finales de 1999; el número de pasajeros creció rápidamente. Los residentes del valle, incluyendo a los que protestaron, se complacieron y aclamaron las extensiones.
La financiación para la University Line hasta Rice-Eccles Stadium permitió que se completara en 2001 con cuatro nuevas estaciones, antes de lo previsto para los juegos olímpicos. Una extensión hasta la University Medical Center que agregó tres nuevas estaciones se completó el 29 de septiembre de 2003, quince meses antes de lo previsto. Se sumó una estación en 900 South en Salt Lake City, construida en 2005, y otra a 9400 South en Sandy (Sandy Expo), que se abrió en agosto de 2006. El 13 de diciembre de 2006, la junta directiva de UTA votó a favor de cambiar el nombre de Delta Center Station a “Arena” cuando el pabellón deportivo cercano cambió su nombre a EnergySolutions Arena.
El 23 de febrero de 2006, hubo planes para extender la línea principal hasta la oeste dónde esta la Salt Lake City Intermodal Hub cerca al Gateway District. Dos estaciones están construidas cerca a la entrada principal del centro comercial "Gateway", igual en Salt Lake Central Station (Intermodal hub). Se inauguró en abril de 2008, con un número total de 28 estaciones.

## FrontLines 2015
El FrontLines 2015 es un proyecto para expandir el TRAX (igual al FrontRunner el tren de cercanías) con cuatro extensiones. El 21 de septiembre de 2006, el ayuntamiento de Salt Lake City había debatido sobre la creación de impuestos a la propiedad para financiar la FrontLines 2015 y fue aprobado en el 7 de noviembre del mismo año.

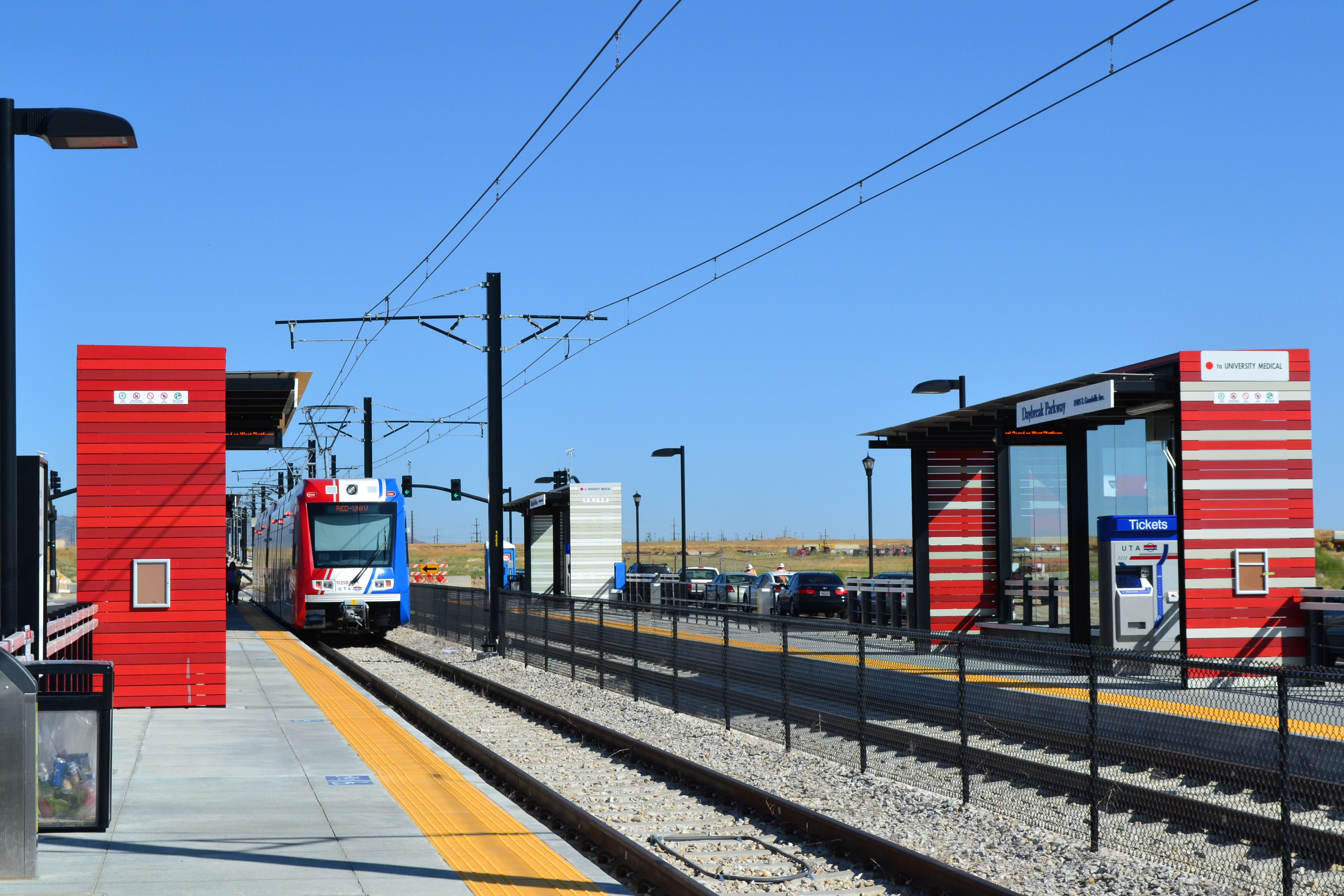
Una tren de Red Line en la estación de Daybreak Parkway.

En 2008, empezaron a construir dos de las cuatro líneas: la West Valley (que es parte del Green Line) y la Mid-Jordan que va por West Jordan y termina en South Jordan (que es parte del Red Line). Ambas extensiones están organizadas y abrieron el 7 de agosto. Ambas extensiones se terminaron antes de lo previsto y dentro del monto presupuestado. 
El plan original de la Red Line iba desde el Aeropuerto Internacional de Salt Lake City hasta la Universidad de Utah para los juegos olímpicos del inverno de 2002, pero la escasez de fondos sólo permitió construir la porción oriental. La línea del aeropuerto llegó finalmente a buen término, entrando en funcionamiemto el 22 de octubre de 2008. La extensión de seis millas (10 km) abrió el 14 de abril de 2013 con 6 estaciones, incluyendo una estación de transferencia con el FrontRunner.
El 14 de noviembre de 2006, el ayuntamiento de Draper aprobó la extensión de TRAX en la ciudad. Hubo muchas sugerencias para la nueva línea. Una era que se recorrería por la State Street. La Corte Suprema de Utah aprobó el plan el 12 de julio de 2008. La primera fase añadiría tres estaciones más a la Blue Line y va abrir en el agosto de 2013. La segunda fase es añadir dos más hasta 14600 South, pero la fecha todavía no se ha anunciado.

## Expansiones Planeadas
UTA ha ordenado un Draft Environment Study Report para un tránsito alternativo para la parte sur del Condado de Davis, incluyendo más líneas de autobuses, de tranvías y de TRAX. Los residentes de esa zona están en contra de dicha propuesta, sugiriendo sean construidas en otro lugar. Al mismo tiempo, el Departamento de Transporte de Utah está construyendo una nueva autopista en la periferia occidental del valle, incluyendo la parte noroeste del Condado de Utah. UTA podría añadir una nueva TRAX crana a la autopista en el 5600 Oeste, reemplazando una línea de autobús que todavía no han hecho.
Siguiendo el terminación del FrontLines 2015, UTA van a poner su atención en crear nuevas líneas de autobuses y tranvías de bajo costo. Sin embargo, ellos tienen la intención de extender el TRAX. Están planeando a expandir el Blue Line con dos estaciones más. Igualmente extenderlo hasta Lehi y eventualmente hasta Orem. También están explorando la posibilidad de expandirlo hasta Park City.